# Eodorcadion chinganicum darigangense
Eodorcadion chinganicum darigangense es una subespecie de escarabajo longicornio del género Eodorcadion, categorizada en la tribu Dorcadionini, de la subfamilia Lamiinae. Fue descrita por Heyrovský en 1967.

## Descripción
Mide 12,5-18,2 mm de longitud.

## Distribución
Se distribuye por Mongolia.